# 12º Reggimento fanteria "Casale"
Il 12º Reggimento fanteria «Casale» è stata un'unità dell'Esercito sardo e del Regio Esercito di stanza, come sua ultima sede prima dello scioglimento, a Cesena.

## Storia
Il Reggimento fu costituito nel 1831 come 2º Reggimento fanteria («Brigata Casale»), quando la «Brigata Monferrato», ribattezzata Brigata «Casale», fu strutturata su due reggimenti che assunsero la denominazione di 1º Reggimento (»Brigata Casale») e 2º Reggimento («Brigata Casale»).

### Risorgimento
Nel 1839 i due reggimenti cambiano denominazione rispettivamente in 11º e 12º Reggimento fanteria «Brigata Casale».
Nel 1848 l'Esercito Piemontese assume l'ordinamento napoleonico e i Reggimenti si articolano su 4 battaglioni, ciascuno composto da 4 compagnie di 250 uomini, e con questa struttura partecipa alle campagne risorgimentali, prendendo parte alla prima guerra d'indipendenza e dopo aver preso parte alla guerra di Crimea, alla seconda guerra d'indipendenza. Dopo la proclamazione del Regno d'Italia i due reggimenti presero parte alla terza guerra di indipendenza.

### Prima guerra mondiale
All'entrata in guerra dell'Italia la Brigata «Casale» ebbe l’arduo compito di espugnare il Podgora, dove i due reggimenti combatterono ininterrottamente per 14 mesi, riuscendo, nella sesta battaglia dell'Isonzo, a conquistare quello che era un baluardo della testa di ponte austroungarica a difesa di Gorizia. Per il comportamento tenuto sul Podgota, alle bandiere dei due reggimenti venne conferita la medaglia d'oro al valor militare. A ricordo della partecipazione alla battaglia di Gorizia, la festa del Reggimento è l'8 agosto, unitamente a quella del gemello 11º Reggimento.
Nel corso del 1916 la Brigata «Casale» prese parte alla 7ª, 8ª e 9ª battaglia dell'Isonzo.
Alla data dell'armistizio la grande unità si trovava a Lago.
Alla guida del reggimento durante il conflitto si sono avvicendati i seguenti comandanti:
- Colonnello Camillo Bertone, dal 24 maggio 1915 al 19 giugno 1915;[1]
- Colonnello Augusto Mattarelli, dal 19 giugno 1915 al 30 novembre 1915 (ferito);
- Colonnello Domenico Pozzi, dal 14 dicembre 1915 al 21 dicembre 1915 (ferito);
- Tenente colonnello Giuseppe Zabert, dal 23 dicembre 1915 al 9 agosto 1916;
- Colonnello Nicola Pasquale, dal 12 agosto 1916 al 28 luglio 1918;
- Colonnello Giuseppe Canzano, dal 28 luglio 1918 al termine della guerra.

Nel dopoguerra, con l'applicazione della legge 11 marzo 1926 sull'ordinamento del Regio Esercito venne articolato su tre battaglioni uno dei quali proveniente dal disciolto 39º reggimento «Bologna», ed a seguito della formazione delle brigate su tre reggimenti fu assegnato alla XII Brigata di fanteria della quale facevano parte anche il 151° ed il 152° «Sassari».

### Seconda guerra mondiale
Dopo aver fornito a corpi e reparti mobilitati nella guerra di Etiopia 300 soldati, il 24 maggio 1939, nella sede di Trieste, il 12º Reggimento fanteria «Casale», assunse l'ordinativo di 73º Reggimento fanteria «Lombardia», ricevendone la Bandiera e le mostrine e inquadrato nella Divisione di fanteria «Lombardia» (57ª) e contemporaneamente 12º Reggimento fanteria «Casale» venne ricostituito a Cesena e inquadrato unitamente all'11º Reggimento fanteria e al 56º Reggimento artiglieria per divisioni di fanteria nella 56ª Divisione fanteria «Casale».
All'entrata in guerra dell'Italia nel secondo conflitto mondiale il reggimento aveva in organico: comando e compagnia comando, tre battaglioni fucilieri, compagnia mortai da 81, batteria armi di accompagnamento da 65/17. Il Reggimento partecipa alla campagna di guerra contro la Grecia operando sul fronte greco-albanese.
Il reggimento prese parte nella seconda guerra mondiale partecipando alla campagna di guerra contro la Grecia, operando sul fronte greco-albanese nel settore di Argirocastro e Kakavia, rimanendo stanziato in territorio greco con compiti di presidio e di controguerriglia e venne sciolto il 12 settembre 1943 nella zona di Attolikon in seguito alle vicende armistiziali, dopo aver opposto resistenza alle forze tedesche.

## Onorificenze
La bandiera di guerra del 12º Reggimento fanteria «Casale» è decorata delle seguenti onoroficenze:

## Insegne e Simboli dell'12º Reggimento fanteria «Casale»
- Il Reggimento indossava il fregio della Fanteria (composto da due fucili incrociati sormontati da una bomba con una fiamma dritta). Al centro nel tondino è riportato il numero "12".
- Mostreggiature: le mostrine del reggimento erano rettangolari di colore giallo; derivano dai risvolti e dalle guarniture (mostre) che ornavano le antiche uniformi sabaude, i cui colori cambiavano da reggimento a reggimento. Alla base della mostrina si trova la stella argentata a 5 punte bordata di nero, simbolo delle forze armate italiane.

## Motto del Reggimento
«Più aspra la lotta, maggiore la gloria».

## Festa del Reggimento
Si celebra l'8 agosto a ricordo della partecipazione alla Battaglia di Gorizia (1916).